# Dream Theater
Dream Theater — американський гурт напрямку «прогресивний метал», який у 1985 році заснували Джон Петруччі, Джон Маянґ та Майк Портной, студенти музичного коледжу Берклі, в Бостоні. Перші двоє засновників залишалися незмінними учасниками гурту протягом усього його існування.
Для музики гурту характерні незвична структура композицій, складні інструментальні партії та велика тривалість пісень. Dream Theater відомий високою майстерністю виконання своїх музикантів, за що останні неодноразово отримували нагороди музичних журналів.
На сьогодні Dream Theater випустили п'ятнадцять студійних альбомів. Найпродаванішим релізом гурту є їхній другий альбом Images and Words (1992), який досяг 61 місця в чарті Billboard 200. Альбоми Awake (1994) і Six Degrees of Inner Turbulence (2002) також увійшли до чартів під № 32 і № 46 відповідно та отримали схвалення критиків. П'ятий альбом гурту Metropolis Pt. 2: Scenes from a Memory (1999) посів 95 місце у списку 100 найкращих гітарних альбомів усіх часів за версією журналу Guitar World. У березні 2003 року журнал Classic Rock також помістив його на 15-те місце у списку найкращих концептуальних альбомів.
Станом на 2018 рік Dream Theater продали понад 12 мільйонів записів в усьому світі і отримали три номінації на премію Греммі (у тому числі одну перемогу в 2022 році). Поряд з Queensrÿche і Fates Warning, гурт був одним із «великої трійки» прогресив-металу, та сильно вплинув на його розвиток і популяризацію.

## Історія

### Становлення (1985—1987)
Dream Theater було створено в Массачусетсі у 1985 році, коли гітарист Джон Петруччі, басист Джон Маянґ і барабанщик Майк Портной вирішили створити свій гурт під час навчання в музичному коледжі Берклі. Тріо почало з каверів на пісні Rush і Iron Maiden в репетиційних кімнатах Берклі.
Мен, Петруччі та Портной вирішили назвати новостворений гурт Majesty. Згідно з документальним фільмом «The Score So Far», вони чекали в черзі за квитками на концерт Rush у Berklee Performance Center, слухаючи гурт на бумбоксі. Портной прокоментував, що закінчення пісні «Bastille Day» (з альбому Caress of Steel) прозвучало «велично». Тоді було вирішено, що гурт буде називатися Majesty.
Пізніше Петруччі запросив на посаду клавішника свого одногрупника Кевіна Мура, а Кріса Коллінса взяли вокалістом після того, як учасники гурту почули, як він заспіває кавер на «Queen of the Reich» від Queensrÿche. Через деякий час Портной, Петруччі, Маянґ та Мур вирішили покинути навчання, щоб зосередитися на музиці, оскільки вони не відчували, що зможуть дізнатися більше в коледжі.
Початок 1986 року гурт гурт провів даючи концерти у Нью-Йорку та його околицях. Протягом цього часу гурт записав збірку демо під назвою The Majesty Demos. Початковий тираж у 1000 примірників був розпроданий протягом шести місяців, а дубльовані копії касети стали популярними серед слухачів прогресив-металу.
У листопаді 1986 року, після кількох місяців спільного написання та виступів, Кріса Коллінса було звільнено. Після року спроб знайти йому заміну, було вирішено запросити на роль вокаліста Чарлі Домінічі, який успішно пройшов прослуховування для гурту. Завдяки стабільності, яку принесло призначення Домінічі в Majesty, гурт збільшив кількість концертів і почав нарощувати популярність.
Невдовзі після найму нового вокаліста, гурт з Лас-Вегаса під назвою Majesty став погрожувати судовим позовом за порушення інтелектуальної власності, пов'язане з використанням їх імені, тому гурт був змушений шукати нову назву. Були розглянуті різні варіанти, серед яких Glasser, Magus і M1, які всі були відхилені, хоча гурт діяв як Glasser приблизно тиждень. Згодом батько Портного запропонував назву Dream Theater, на честь невеликого театру в Монтереї і назва закріпилася.

### When Dream and Day Unite, прихід Джеймса ЛаБрі іImages and Words(1988—1993)

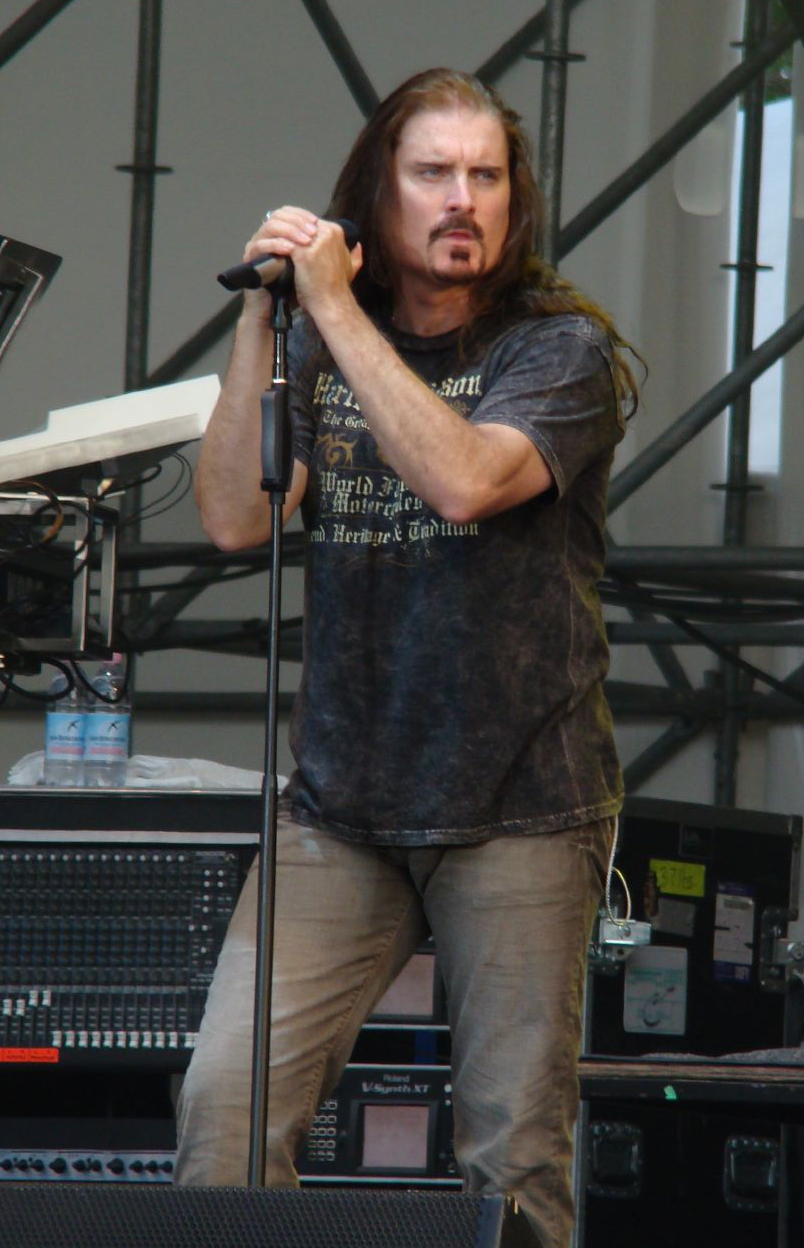
Джеймс ЛаБрі приєднався до гурту в січні 1991 року і відтоді є їхнім вокалістом.

З новою назвою Dream Theater зосередилися на написанні більшої кількості матеріалу та концертній діяльності. Згодом це привернуло увагу Mechanic Records, підрозділу MCA. Dream Theater підписали свій перший контракт із Mechanic 23 червня 1988 року і почали запис дебютного альбому. Гурт записав альбом на студії Kajem Victory у Гладуїні, Пенсильванія. Запис основних треків тривав близько 10 днів, а весь альбом завершили приблизно за 3 тижні.
When Dream and Day Unite вийшов у 1989 році з набагато меншою помпою, ніж очікував гурт. Промо-тур альбому складався лише з п'яти концертів, усі з яких були відносно локальними. Після четвертого концерту Чарлі Домінічі було відпущено, оскільки гурт почав відчувати обмеження його голосу і невідповідність вокальному стилю, який вони хотіли чути. Гурт шукав співака зі стилем, схожим на Брюса Дікінсона чи Джеффа Тейта. Однак незабаром після цього гурт Marillion попросили Dream Theater виступити у них на концерті у Нью-Йорку, тож Домінічі була надана можливість виступити востаннє.
У пошуках нового співака вони прослухали понад 200 людей, серед яких був колишній фронтмен Fates Warning Джон Арч, однак зрештою він вирішив не приєднуватись до гурту. На коцерті 9 червня 1990 року Dream Theater представили Стіва Стоуна як свого нового вокаліста. Стоун успішно записав демо з гуртом, але його звільнили після одного невдалого виступу. За словами Майка Портного, Стоун досить дивно пересувався сценою, мабуть, невдало намагчись копіювати Брюса Дікінсона. Минуло п'ять місяців до того, як Dream Theater дали чергове шоу, цього разу повністю інструментальне (під назвою YtseJam). До 1991 року гурт залишався зосередженим на спробах найняти нового вокаліста та написанні додаткової музики. Саме в цей період вони написали більшість того, що згодом стане альбомом Images and Words (1992).
У січні 1991 року гурт отримав демо-запис від Кевіна Джеймса ЛаБрі з глем-метал-гурту Winter Rose. Учасники Dream Theater були настільки вражений його демо, що привезли його з Канади до Нью-Йорку на прослуховування. ЛаБрі записав з гуртом три пісні і його негайно взяли на посаду вокаліста. Протягом наступних кількох місяців гурт повернувся до концертної діяльності, одночасно працюючи над вокальними партіями для музики, написаної до приходу ЛаБрі. Незабаром Atco Records (пізніше змінив назву на EastWest), підписали з Dream Theater контракт на сім альбомів на основі демо з трьох пісень.
Першим альбомом, записаним за новим контрактом, став Images and Words (1992). Для просування лейбл випустив сингл на компакт-диску та відеокліп на пісню «Another Day», але жоден із них не мав значного комерційного впливу. Однак пісня «Pull Me Under» отримала значну популярність на радіо без будь-якої організованої реклами з боку гурту чи лейбла. У відповідь Atco вирішили випустити відеокліп на цю пісню, який отримав широку ротацію на MTV. На «Take the Time» був створений третій відеокліп, але він не мав такого успіху, як попередній.
Успіх «Pull Me Under» у поєднанні з невпинними гастролями по США та Японії призвів до того, що Images and Words отримали золотий сертифікат у США і платиновий статус у Японії. 1993 року відбувся тур по Європі, який включав шоу у знаменитому лондонському клубі Marquee Club. Шоу було записано та випущено як Live at the Marquee, який став перший офіційний концертний альбом Dream Theater. Крім того, була випущена відеокомпіляція їхніх японських концертів (змішана з кадрами поза сценою туру в документальному стилі) як Images and Words: Live in Tokyo.

### AwakeіFalling into Infinity(1994—1998)
Бажаючи попрацювати над новим матеріалом, Dream Theater повернулися в студію в травні 1994 року. Awake, третій студійний альбом Dream Theater, вийшов 4 жовтня 1994 року під час бурхливих суперечок фанатів. Незадовго до зведення альбому Кевін Мур оголосив решті гурту, що він покине Dream Theater, щоб зосередитися на власних музичних інтересах, оскільки його більше не цікавлять гастролі чи стиль музики, який виконує Dream Theater. У результаті гурту довелося терміново шукати клавішника на заміну, перш ніж розпочинати тур на підтримку альбому.
Колишній клавішник Інгві Мальмстіна та Dio Єнс Юганссон, який згодом став учасником Stratovarius, був одним із найвідоміших музикантів, які прослуховувалися, але учасники гурту вирішили запросити на вакантну посаду Джордана Рудесса. Портной та Петруччі побачили інформацію про Рудесса в Keyboard Magazine, де його визнали «найкращим новим талантом» в опитуванні читачів. Вони запросили його взяти участь у пробному концерті. Хоча шоу мало успіх, і Рудесса попросили зайняти посаду клавішника назавжди, він вирішив замість цього гастролювати з Dixie Dregs, оскільки це давало йому більше особистої свободи. Dream Theater найняв свого колегу, випускника коледжу Берклі, Дерека Шеріняна, який раніше гастролював і записувався з Елісом Купером і KISS, щоб замінити його для туру Waking Up the World Tour. Наприкінці туру гурт вирішив запросити Шеріняна стати повноправним учасником гурту.
19 вересня 1995 року гурт випустив EP A Change of Seasons разом із збіркою кавер-версій пісень із концерту, записаного в джаз-клубі Ронні Скотта в Лондоні на початку того ж року. Після короткої серії невеликих концертів і короткої перерви гурт випустив спеціальний різдвяний компакт-диск через свій офіційний фан-клуб, що складається з рідкісних концертних версій треків, записаних у перші роки гурту. Вони продовжували випускати новий компакт-диск кожного Різдва до 2005 року.
Тим часом у East West відбулося кілька змін, і головний контакт Dream Theater всередині лейблу був звільнений. У результаті нова команда в компанії почала тиснули на гурт і вимагати написати альбом, який був би доступніший для широкої публіки. У середині 1997 року Dream Theater прийшли в студію, щоб написати свій наступний альбом. Найнятий лейблом продюсер Дезмонд Чайлд мав помітний вплив на альбом, зі зрушенням у бік менш складних і зручніших для радіо композицій.
Гурт написав майже два компакт-диски матеріалу, включаючи 20-хвилинне продовження пісні «Metropolis–Part I: The Miracle and the Sleeper» з альбому Images and Words. Проте лейбл не дозволив випустити подвійний альбом, оскільки вважав, що 140-хвилинна платівка не буде сприйнята широкою публікою. Матеріал, який потрапив до альбому, вийшов під назвою Falling into Infinity. Платівку неоднозначно сприйняли фанати, які звикли до попередніього звучання гурту. Загалом, альбом розчарував і критиків та став комерційним провалом. Пізніше Портной згадував, що у той час навіть думав про розпуск Dream Theater.

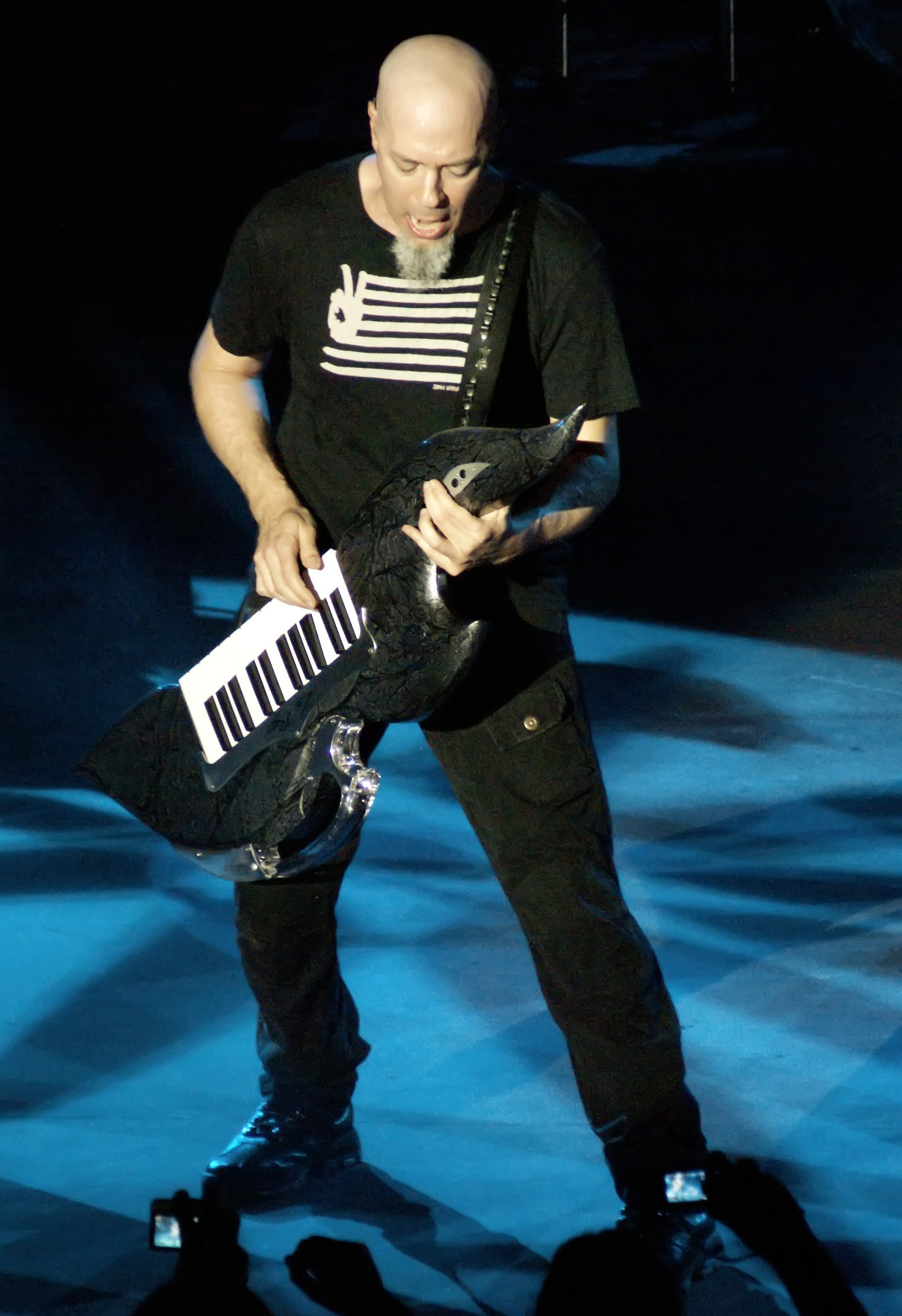
Джордан Рудесс. Фото 2006 року

### Metropolis Pt. 2: Scenes from a MemoryіSix Degrees of Inner Turbulence(1999—2002)
У 1999 році Джордан Рудесс, що раніше відмовивися стати учасником гурту, таки прийняв пропозицію стати третім клавішником Dream Theater і замінив Шеріняна. З новим учасником Dream Theater знову увійшли до студії, щоб записати свій наступний альбом. В результаті ультиматуму від Портного лейбл надав гурту повний творчий контроль над процесом запису. Гурт почав із перегляду продовження пісні Metropolis–Part I: The Miracle and the Sleeper, яке частково написали під час сесій Falling into Infinity. Dream Theater вирішили розширити 21-хвилинну пісню до окремого концептуального альбому з історією, що обертається навколо таких тем, як реінкарнація, вбивство та зрада. Metropolis Pt. 2: Scenes from a Memory вийшов у 1999 році і отримав позитивні відгуки від музичних критиків, які оцінили альбом як шедевр гурту, попри те, що він досяг лише 73 місця в чарті альбомів США.
Подальший світовий тур Metropolis 2000 був найбільшим в історії гурту і тривав більше року. Для останнього концерту північноамериканського етапу туру, що відбувся у Нью-Йорку, були найняті актори, які грали персонажів історії з альбому, а госпел-хор був залучений для виступу в деяких частинах вистави. Шоу було знято і врешті-решт випущено на початку 2001 року як перший DVD гурту Metropolis 2000: Scenes from New York, який отримав Золотий сертифікат у США 8 листопада 2002 року.
Після успіху попереднього альбому, лейбл нарешті дозволив гурту випустити подвійний альбом. Ним став Six Degrees of Inner Turbulence. Перший диск складався з п'яти треків тривалістю 7–13 хвилин, а другий диск був повністю присвячений 42-хвилинному заголовному треку, який на сьогодні залишається найдовшою піснею, написаною Dream Theater. Багато мелодій і музичних тем пісні виникли в інструментальній п'єсі, написаній Рудессом, яка згодом стала «увертюрою» пісні. Потім ці теми були розширені рештою гурту, щоб сформувати окремі розділи повної історії.
Six Degrees of Inner Turbulence дуже добре сприйняли критики та преса. Це був найбільш розрекламований альбом Dream Theater після Awake, дебютувавши в чарті Billboard під № 46 і Billboard Internet під № 1. Наступне світове турне включало декілька спеціальних концертів з кавер-версіями альбомів інших гуртів. Зокрема були зіграні Master of Puppets гурту Metallica і The Number of the Beast гурту Iron Maiden.

### Train of ThoughtіOctavarium(2003—2006)
У 2003 році Dream Theater увійшли до студії, щоб записати ще один альбом. У середині сесій запису відбувся спеціальний тур Північною Америкою з двома іншими прогресив-метал-гуртами, Queensrÿche і Fates Warning. Після завершення туру гурт повернувся у студію, щоб завершити запис свого сьомого альбому Train of Thought. На відміну від їхнього попереднього альбому, гурт мав на меті написати альбом, орієнтованіший на пісні, частково натхненний каверами на альбоми Master of Puppets і Number of the Beast, які звучали під час їхнього попереднього концертного туру. Попри те, що альбом мав успіх у критиків, його прямолінійніше металеве звучання відштовхнуло багатьох шанувальників гурту, яких приваблювало коріння гурту в прогресивному році. Після цього відбувся тур на підтримку нового альбому, що отримав назву Train of Thought Tour.
Після цього Dream Theater увійшли до студії The Hit Factory у Нью-Йорку, щоб записати свій восьмий альбом. Фактично вони стали останнім гуртом, який використовував знамениту студію, яка закрилася 1 квітня 2005 року. Octavarium вийшов 7 червня 2005 року і повернув звук гурту в ще одному новому напрямку. Робота отримала неоднозначні відгуки від шанувальників і стала предметом жвавих дебатів. Octavarium був останньою платівкою за семиальбомною угодою з Elektra Records, яка успадкувала контракт після поглинання EastWest Records.
У 2005 і 2006 роках Dream Theater розпочали тур Octavarium Tour, щоб відсвяткувати свою 20-річчя як гурту, зокрема виступив хедлайнером у Gigantour разом із Megadeth, а також Fear Factory, Nevermore та Symphony X. Під час шоу 2 серпня 2005 року в Далласі гурт віддав данину пам'яті покійному гітаристу Pantera Даймбегу Дарреллу, виконавши пісню «Cemetery Gates» на біс. Пізніше Dream Theater покинули Gigantour 2005 за кілька дат до його завершення та продовжили свою серію концертів, кілька з яких були записані та випущені для фан-клубів гурту. 20-й ювілейний тур завершився концертом у Radio City Music Hall у Нью-Йорку 1 квітня 2006 року.

### Systematic ChaosіBlack Clouds & Silver Linings(2006—2009)

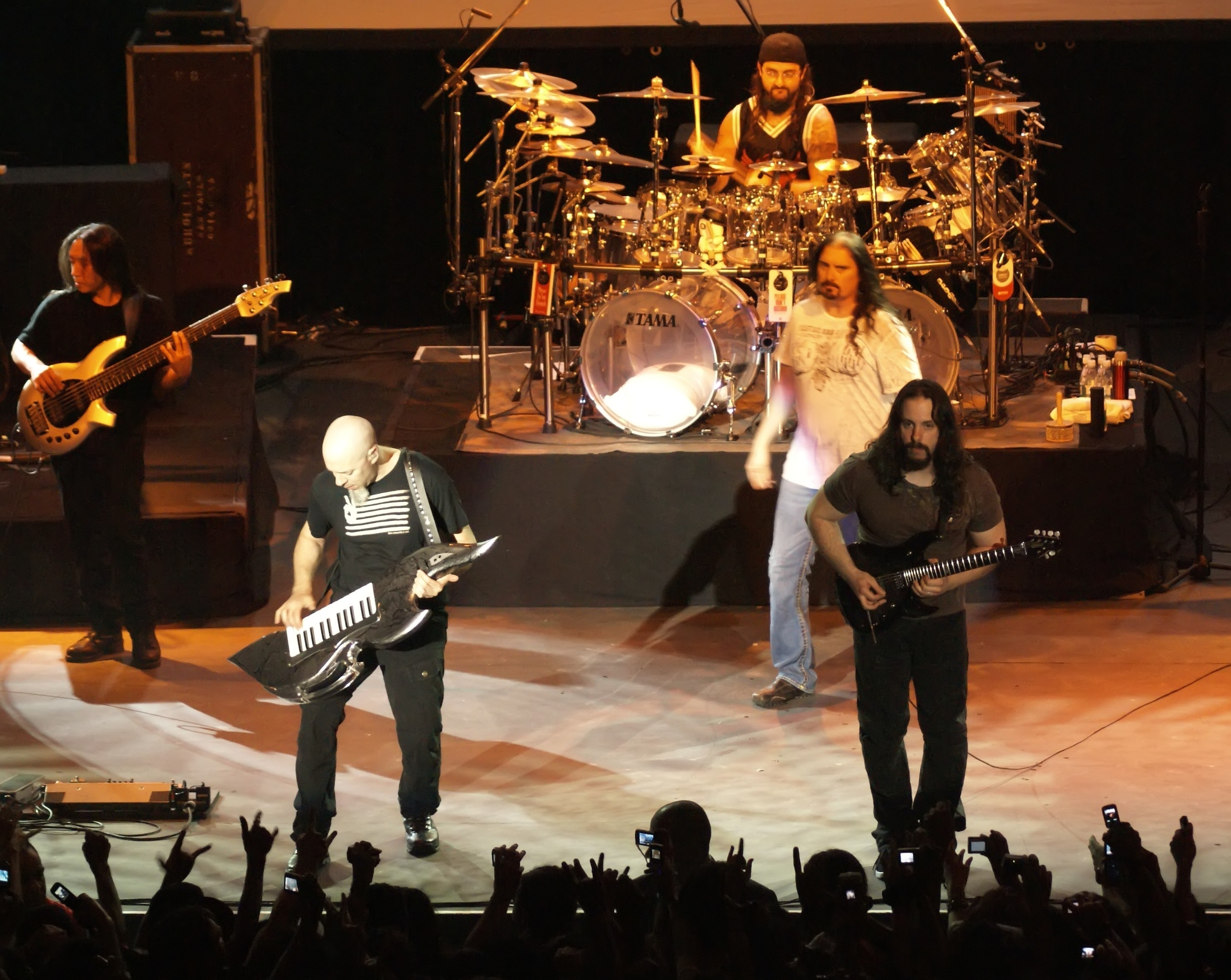
Dream Theater на концерті 8 березня 2008 року

У вересні 2006 року Dream Theater увійшли до Avatar Studios, щоб записати свій наступний альбом з легендарним студійним інженером Полом Нортфілдом. Дев'ятий студійний альбом гурту, що отримав назву Systematic Chaos, вийшов 5 червня 2007 року. Цей запис став їх першим на новому лейблі Roadrunner Records. Компанія активно займалась просуванням альбому, і Systematic Chaos досяг 19-го місця в Billboard 200.
Тур Chaos in Motion розпочався в Італії. Dream Theater взяли участь у фестивалі Gods of Metal 3 червня 2007 року, а також виступили на інших європейських фестивалях, включаючи нідерландський Fields of Rock Festival, британський Download Festival, французький фестиваль Hellfest (разом із Megadeth, Korn, Mastodon і Slayer). Північноамериканський етап туру розпочався 24 липня в Сан-Дієго, і завершився 26 серпня у Філадельфії..
1 квітня 2008 року гурт випустив дводискову збірку найкращих пісень Greatest Hit (...and 21 Other Pretty Cool Songs). У назві жартівливо згадується пісня «Pull Me Under», єдиний значний радіохіт гурту. На відміну від більшості компіляцій найкращих хітів, Dream Theater брали активну участь у створенні альбому, створивши трек-лист, який, на їхню думку, найкраще представляв їхню музичну кар'єру.
Після виходу Greatest Hit барабанщик Майк Портной організував новий тур під назвою Progressive Nation 2008. На відміну від попередніх турів Dream Theater, виступи проходили в містах, які вони раніше не відвідували або міст, у яких вони не грали кілька років. Цей тур також ознаменував собою перший випадок, після випуску Images and Words, коли гурт виступав на невеликих майданчиках.
7 жовтня 2008 року Dream Theater повернулися до Avatar Studios, щоб розпочати роботу над своїм десятим альбомом, відновивши співпрацю з Полом Нортфілдом для проєктування та зведення запису. Альбом під назвою Black Clouds & Silver Linings вийшов 23 червня 2009 року. Окрім стандартного компакт-диска, альбом був доступний на вініловій платівці, а також у вигляді спеціального видання з 3 дисків, яке включало повний альбом, компакт-диск із інструментальними міксами альбому та компакт-диск із шістьма кавер-версіями пісень таких артистів, як Queen і Rainbow. 1 липня 2009 року альбом дебютував під № 6 у чарті Billboard Top 200,і за перший тиждень був проданий у кількості 40 285 копій. До альбому увійшла «The Shattered Fortress», остання в серії пісень Майка Портного про його 12-етапне одужання від алкоголізму, а також пісня «The Best of Times», описана Портним як «справжня важка особиста тема про мого батька, який помер під час створення альбому… Він боровся з раком».

### Відхід Майка Портного,A Dramatic Turn of EventsіDream Theater (2010—2014)

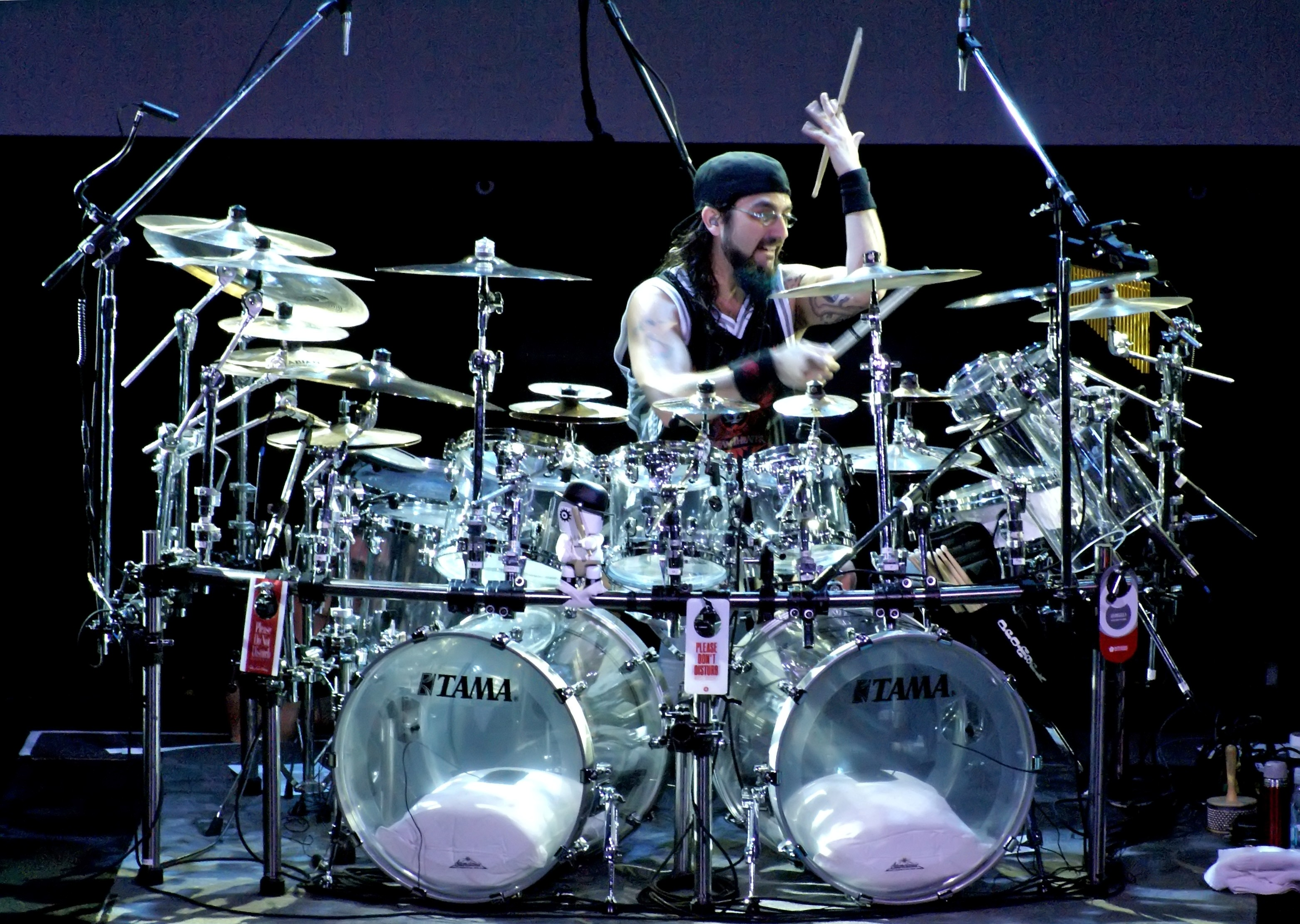
Майк Портной покинув гурт у 2010 році

8 вересня 2010 року Майк Портной оголосив, що залишає Dream Theater, назвавши причинами кращі стосунки в інших проєктах, виснаження та бажання відпочити. Розповідаючи про ситуацію для MusicRadar, Джон Петруччі розповів, що спочатку Портной не хотів залишати гурт; він хотів лише зробити п'ятирічний відпочинок. Згодом він скоротив це число приблизно до одного року. Лише після того, як решта гурту відхилила його пропозицію, Портной вирішив піти.
Після відходу Портного з Dream Theater стосунки між ним і його колишніми одногрупниками загострилися. У лютому 2011 року Портной поскаржився, що ніхто з гурту не відповідає на його дзвінки та електронні листи. Однак пізніше Портной прокоментував, що і Петруччі, і Рудесс були єдиними учасниками, які підтримували з ним зв'язок. Трохи більше ніж через місяць після відходу Портного Dream Theater почав прослуховування нового барабанщика в Нью-Йорку. У квітні 2011 року стало відому, що на цю роль взяли Майка Манджині Пізніше Петруччі повідомив, що Портной звернувся до них із проханням приєднатися після того, як вони вибрали Манджині, однак на той час Манджині залишив свою роботу професора в Берклі та присвятив себе роботі Dream Theater на повний робочий день, тому пропозиція Портного була відхилена.
3 січня 2011 року Dream Theater розпочали роботу над новим альбомом, який вийшов 12 вересня того ж року. A Dramatic Turn of Events дебютував під номером один у чартах деяких країнах і досяг восьмої позиції в Billboard 200. Попри те, що альбом отримав змішані відгуки, він отримав численні нагороди від музичних видань, а його головний сингл «On the Backs of Angels» був номінований як «Найкраще хард-рок/метал виконання» на премії Греммі 2012 року, що стало першою номінацією гурту на цю премію. Dream Theater розпочали свій тур на підтримку A Dramatic Turn of Events 4 липня 2011 року в Римі, після чого тур продовжився в Північній Америці, Азії і Південній Америці.
23 вересня 2013 вийшов дванадцятий альбом гурту під назвою Dream Theater. Альбом розійшовся тиражем понад 34 000 копій за перший тиждень і потрапив у чарт Billboard 200 під № 7, це третій поспіль альбом гурту, який потрапив у топ-10. Крім того, альбом увійшов до топ-10 у 24 країнах, включаючи Японію, Німеччину, Аргентину, Нідерланди, Фінляндію, Італію, Швейцарію, Канаду, Данію, Норвегію, Австрію, Австралію та Великобританію.

### The Astonishing, Distance over TimeіA View from the Top of the World(2015–дотепер)
Гурт вирушив до студії в лютому 2015 року, щоб записати свій тринадцятий альбом. Альбом під назвою The Astonishing вийшов 29 січня 2016 року. Це концептуальний альбом, дія якого розгортається в антиутопічному майбутньому суспільстві, позбавленому справжньої музики. Два сингли «The Gift of Music» і «Moment of Betrayal» були випущені 3 грудня 2015 року та 22 січня 2016 року відповідно. Протягом 2016 року Dream Theater вирушив у тур під назвою The Astonishing Live на підтримку альбому. Концерти супроводжувались візуальним відображенням історії на фонових екранах. 2017 року Dream Theater вирушив у ще один тур під назвою Images, Words & Beyond, щоб відзначити 25-річчя Images and Words. Кожного вечора вони виконували альбом повністю.
У травні 2017 року в інтерв'ю Rockbook фронтмен Джеймс ЛаБрі розповів про стиль чотирнадцятого студійного альбому гурту: «Для нас дуже важливо, щоб новий альбом був нашим найкращим результатом. Це має бути те, ким ми є в цей конкретний момент» Альбом був записний у червні та липні 2018 року. 6 листопада 2018 року було офіційно оголошено про дату виходу Distance over Time — 22 лютого 2019 року. Після випуску альбом отримав широке визнання критиків.
Dream Theater анонсував новий альбом 26 липня 2021 року, повідомивши, що в ньому буде сім пісень, а більше деталей буде випущено 28 липня 2021 року. 28 липня було оголошено, що альбом отримав назву A View from the Top of the World, і він вийшов 22 жовтня 2021 року. Гурт просував альбом концертним туром по Європі з 20 квітня по 1 червня 2022 року. 3 квітня 2022 року «The Alien» здобув премію «Греммі» за найкраще металеве виконання, давши Dream Theater їхню першу «Греммі».

## Концерти гурту

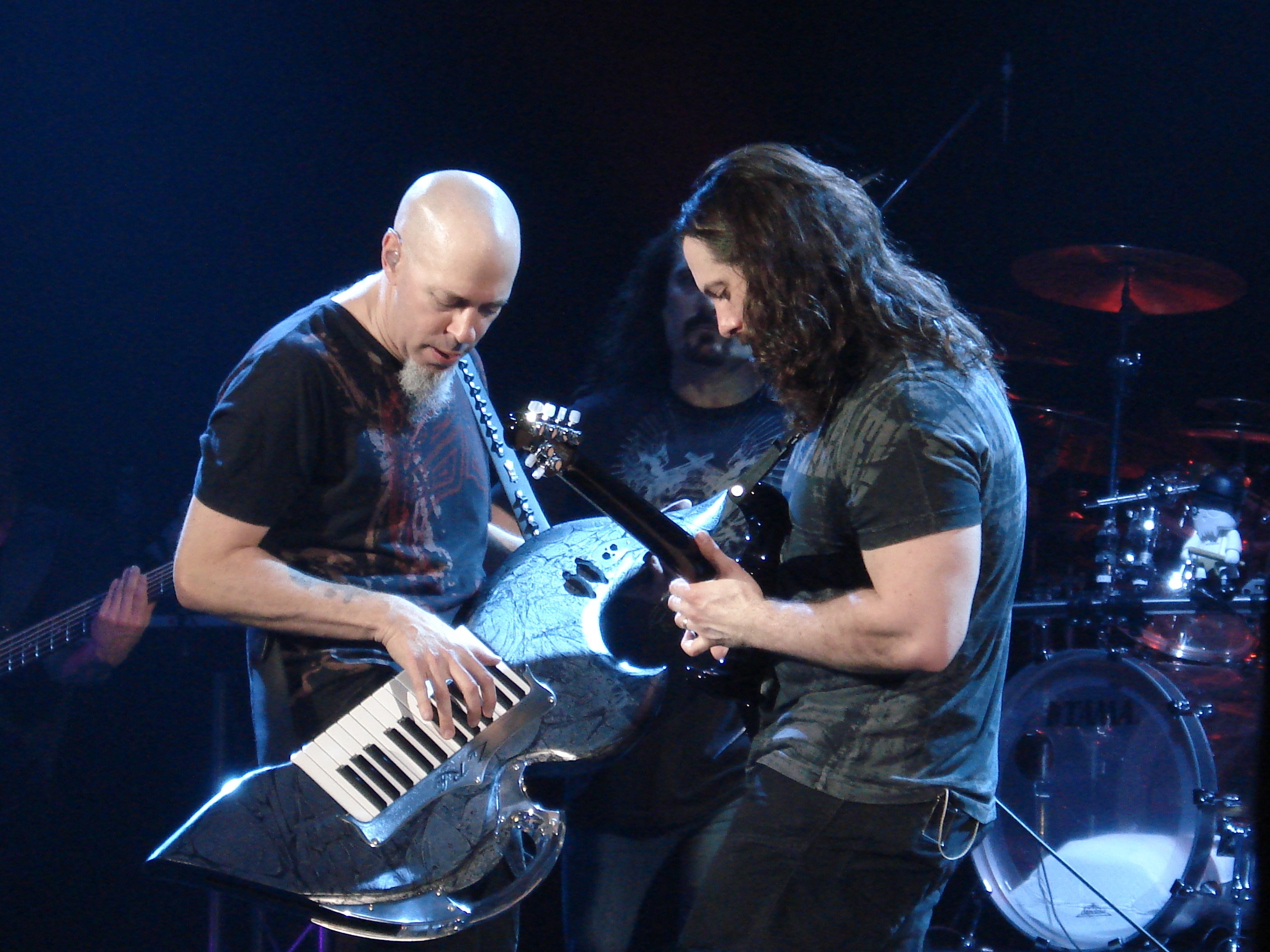
Рудесс і Петруччі на концерті в Буенос-Айресі (2008)

Протягом своєї кар'єри концерти Dream Theater поступово ставали масштабнішими, довшими та різноманітнішими. До відходу Портного Dream Theater складали свої сет-листи так, щоб переконатися, що шанувальники, які відвідали кілька концертів в одному районі, не почують повторення занадто великої кількості пісень.
Також у концертах Dream Theater є значна частка гумору, невимушеності та імпровізації. Наприклад, виконання «A Change of Seasons» на Live Scenes From New York містить зміни в серії інструментальних пауз, де, наприклад, Петруччі грає початкову тему Сімпсонів. Кілька пісень, включених до Once in a LIVETime, включають уривки чужих творів, як-от «Free Bird» Lynyrd Skynyrd та «Політ джмеля» Римського-Корсакова. Інші цитати включають «Mary Had a Little Lamb» під час «Endless Sacrifice» на Gigantour, Турецького маршу Бетховена на концерті в Стамбулі та початкового рифу пісні гурту Rush «A Passage to Bangkok» на шоу в Бангкоку, а під час концерту в Ізраїлі Рудесс спонтанно почав грати «Хава Наґіла» і решта гурту до нього приєдналась.
Можливо, найкращим прикладом непередбачуваності концертної структури Dream Theater став період, коли Дерек Шерініан працював у гурті. На окремих концертах учасники гурту мінялись інструментами та виходили на біс як вигаданий гурт під назвою Nightmare Cinema. Зазвичай вони виконували кавер на пісню Deep Purple «Perfect Strangers» і одного разу пісню Оззі Осборна «Suicide Solution». На деяких концертах Шерініан, Петруччі та Портной разом виходили на сцену під назвою «Nicky Lemons and the Migraine Brothers».

## Музичний стиль
Критик Стівен Томас Ерлевайн з AllMusic описав музику Dream Theater як «щільну суміш прогресивного року та пост-халенівського металу». Гурт добре знаний як один із батьків жанру прогресив-метал, і вони вважаються членами так званої «великої трійки» жанру разом із Queensrÿche і Fates Warning. Засновники гурту Майк Портной, Джон Петруччі та Джон Маянґ, відчували сильний вплив прогресивних рок-гуртів, таких як Rush, Yes і Pink Floyd, хеві-метал-гуртів, таких як Iron Maiden і Judas Priest, різноманітних спід-метал-гуртів і навіть глем-металу. Цей синтез створив унікальний метал, який не був традиційним для того часу: у ньому були спотворені гітари та швидкі рифи, але музика зосереджена більше на технічній майстерності та точному виконанні, ніж на рифах важкого металу. У примітках до збірки Greatest Hit 2008-го року Майк Портной цитував таких виконавців, як Пітер Ґебріел, U2 і Journey, як джерела натхнення для більш м'яких пісень Dream Theater. Музику гурту також інколи називають артроком.
Альбом Dream Theater 2003 року Train of Thought продемонстрував важчий звук. На це рішення надихнули позитивні відгуки, отримані від їхніх попередніх важчих пісень на сцені. Metropolis Pt. 2: Scenes from a Memory був високо оцінений за демонстрацію класичного прогресивного року і був створений під впливом концептуальних рок-записів, таких як Sgt Pepper's Lonely Hearts Club Band The Beatles, The Wall і The Final Cut Pink Floyd, Tommy The Who та The Lamb Lies Down on Broadway Genesis.
Музика Dream Theater зазвичай запозичує елементи з інших музичних стилів, включаючи симфонічний рок, симфонічний метал, арена-рок, софт-рок і класичну музику.

## Склад
Поточні учасники
- Джон Петруччі — гітара, бек-вокал (1985–дотепер)
- Джон Маянґ — бас-гітара (1985–дотепер)
- Джеймс ЛаБрі — вокал (1991–дотепер)
- Джордан Рудесс — клавішні (1999–дотепер)
- Майк Портной — ударні, бек-вокал (1985–2010, 2023–дотепер)

Колишні учасники
- Кевін Мур — клавішні (1986—1994)
- Кріс Коллінс — вокал (1986)
- Чарлі Домінічі — вокал (1987—1989)
- Дерек Шерінян — клавішні, бек-вокал (1995—1999)
- Майк Манджині — ударні (2010—2023)

## Дискографія

### Студійні альбоми
- When Dream and Day Unite (1989)
- Images and Words (1992)
- Awake (1994)
- A Change of Seasons (EP, 1995)
- Falling Into Infinity (1997)
- Scenes from a Memory (1999)
- Six Degrees of Inner Turbulence (2002 2CD)
- Train of Thought (2003)
- Octavarium (2005)
- Systematic Chaos (2007)
- Black Clouds & Silver Linings (2009)
- A Dramatic Turn of Events (2011)
- Dream Theater (2013)
- The Astonishing (2016)
- Distance over Time (2019)
- A View from the Top of the World (2021)
- Parasomnia (2025)

### Концертні альбоми
- Live at the Marquee (1993)
- 5 Years In A LIVEtime (1998)
- Metropolis 2000: Scenes From New York (2001)
- Live at Budokan (2004)
- Score — 20th Anniversary World Tour (2006)
- Chaos in Motion: 2007–2008 (2008)
- Live at Luna Park (2013)
- Breaking the Fourth Wall (2014)
- Distant Memories – Live in London (2020)